# Phát Diệm
Phát Diêm est une ville du Viêt Nam, capitale du district de Kim Sơn dans la province de Ninh Bình.

## Religion
Elle est le siège du diocèse de Phát Diêm, dont la cathédrale Notre-Dame-Reine-du-Rosaire a été construite à la fin du XIXe siècle.